# Themis (Rakete)
Themis ist eine experimentelle, wiederverwendbare einstufige Rakete, die im Auftrag der europäischen Weltraumagentur ESA entwickelt wird. Ziel des Projektes ist die Bereitstellung von Technologien für neue Raketenkonzepte, die wesentlich kosteneffizienter als die gegenwärtigen europäischen Systeme arbeiten sollen. Mögliche Einsatzfelder sind die in Entwicklung befindliche Kleinrakete Maia der ArianeGroup und die angedachte Ariane Next.

## Aufbau und Antrieb
Themis soll 30 m hoch sein und einen Durchmesser von 3,5 m haben. Die Raketenstufe soll fast 200 t schwer sein. Davon entfallen allein 150 t auf den Treibstoff. Der erste Demonstrator soll von drei Prometheus-Triebwerken angetrieben werden. Als Treibstoff wird stark heruntergekühltes (kryogenes) flüssiges Methan verwendet, das mit Sauerstoff verbrannt wird.

## Fortschritt & Zeitplan
Am 22. Juni 2023 absolvierte ein Themis-Demonstrator mit dem Prometheus-Triebwerk einen Test: Das Triebwerk lief auf einem Testgelände der ArianeGroup in Vernon 12 Sekunden lang. Zwar fand der Test später als geplant statt, jedoch versicherte der Leiter des Bereichs Zukünftige Raumtransportsysteme der ESA, Jérôme Breteau, dass Themis bis 2025 anwendungsbereit sein werde.
Ende 2024 erfolgte die Montage des ersten Prototyps von Themis. Dieser sollte nach dem Transport zum Esrange-Raketenstartplatz in Schweden einen ersten Flugversuch im Jahr 2025 unternehmen, bei dem die Rakete um wenige Meter abheben und anschließend an ihren Startplatz zurückkehren soll. Mit Stand Juni 2025 wird dieser Testflug jedoch erst 2026 stattfinden.